# Emanuil Angelakas
Emanuil (Manolis) Angelakas, gr. Μανώλης Αγγελάκας (ur. 26 listopada 1960 w Atenach) – grecki polityk, farmaceuta i związkowiec, od 2007 do 2009 poseł do Parlamentu Europejskiego.

## Życiorys
Ukończył w 1982 ateńską szkołę farmacji. Pracował jako kierownik produkcji. Zaangażował się w działalność związkową, był sekretarzem i przewodniczącym panhelleńskiego związku farmaceutów. Wstąpił też do Nowej Demokracji, wybrany do jej władz centralnych.
W 2004 kandydował bez powodzenia do Parlamentu Europejskiego VI kadencji. Mandat objął w październiku 2007, zastępując powołanego w skład rządu Konstandinosa Chadzidakisa. Należał do grupy chadeckiej, był członkiem Komisji Rozwoju Regionalnego. W Europarlamencie zasiadał do lipca 2009.